# Saint-Vaast-d'Équiqueville
Saint-Vaast-d'Équiqueville är en kommun i departementet Seine-Maritime i regionen Normandie i norra Frankrike. Kommunen ligger i kantonen Envermeu som tillhör arrondissementet Dieppe. År 2022 hade Saint-Vaast-d'Équiqueville 753 invånare.

## Befolkningsutveckling
Antalet invånare i kommunen Saint-Vaast-d'Équiqueville
| Referens: INSEE |